# Ґао Ши
Ґа́о Ши (кит.: 高适, псевдонім; справжнє ім'я Ґао Дафу (高達夫), 702 — січень 765, Чан'ань) — китайський поет. Молоді роки провів у мандрах по країні, потім вів самотній спосіб життя; в літньому віці склав іспит на здобуття вченого ступеня і досяг успіху на державній службі. Ґао Ши писав про страждання народу. Багато творів присвячено військовій тематиці. Він був тісно пов'язаний з корифеями танської поезії Ду Фу і Лі Бо. Найкращі його вірші («Янський наспів», «Пісня про Інчжоу», «Вночі розлучаюся з одним») популярні в Китаї.

## Біографічні відомості
Народився в Бохан, в бідній родині. Рано став самостійно заробляти собі на прожиток. Пізніше він залишив рідний дім і подружився з мандрівними героями «Ся». Закохавшись в актрису бродячого театру, довго кочував з її трупою по всьому Китаю, пробуючи себе також як драматурга. Кочове життя, повне небезпек і обмежень загартувало його дух, його кумирами були великі воїни давнини, такі як Цзин Ке, який намагався вбити Юн Чжена, майбутнього імператора Цінь Шіхуана. Живучи в лісах, вправляючись у фехтуванні та стрільбі з лука, виховуючи свій дух, Ґао Ши мріяв стати таким же героєм, слава про якого переживе століття. Загартувавши в собі волю і благородний бойовий дух, Ґао Ши став шукати нагоди показати на ділі як він володіє мечем і стрілами, сподіваючись знайти покровителя, який би вмів пізнавати в простих людях справжніх героїв. Проте в столиці всі залишилися байдужими до талантів молодого провінціала, тому він залишив зброю припадати пилом без діла і все частіше став згадувати про папір і тушечницю. З часом він полюбив заняття з літератури не менше ніж військові змагання, а й у своїй поезії він залишився воїном, чия уява захоплювалася не красою «Вод і гір», тишею полів і садів, а військовими подвигами, битвами, походами, життям далеких гарнізонів. Ці вірші «кабінетним ученим» здавалися грубими, але в серцях простих людей стали знаходити відгук. Його вірші, покладені на музику стали виспівувати у всіх куточках імперії. Однак, ставши відомим поетом, він не зміг знайти своє місце — в черговий раз екзаменатори визнали його стиль простим і грубим для палацових стін.
|  | ... Меч обіймаю - ні з ким мені слова сказати. Гори і ріки марно тягнуться вдалину ... |

 «Одинокий меч» повернувся у свою садибу і став з перемінним успіхом зображати з себе селянина, в глибині душі сподіваючись «пізнати звук» справжньої дружби під час зустріч з людьми, які могли б цінувати його талант, сміливість і благородне серце.

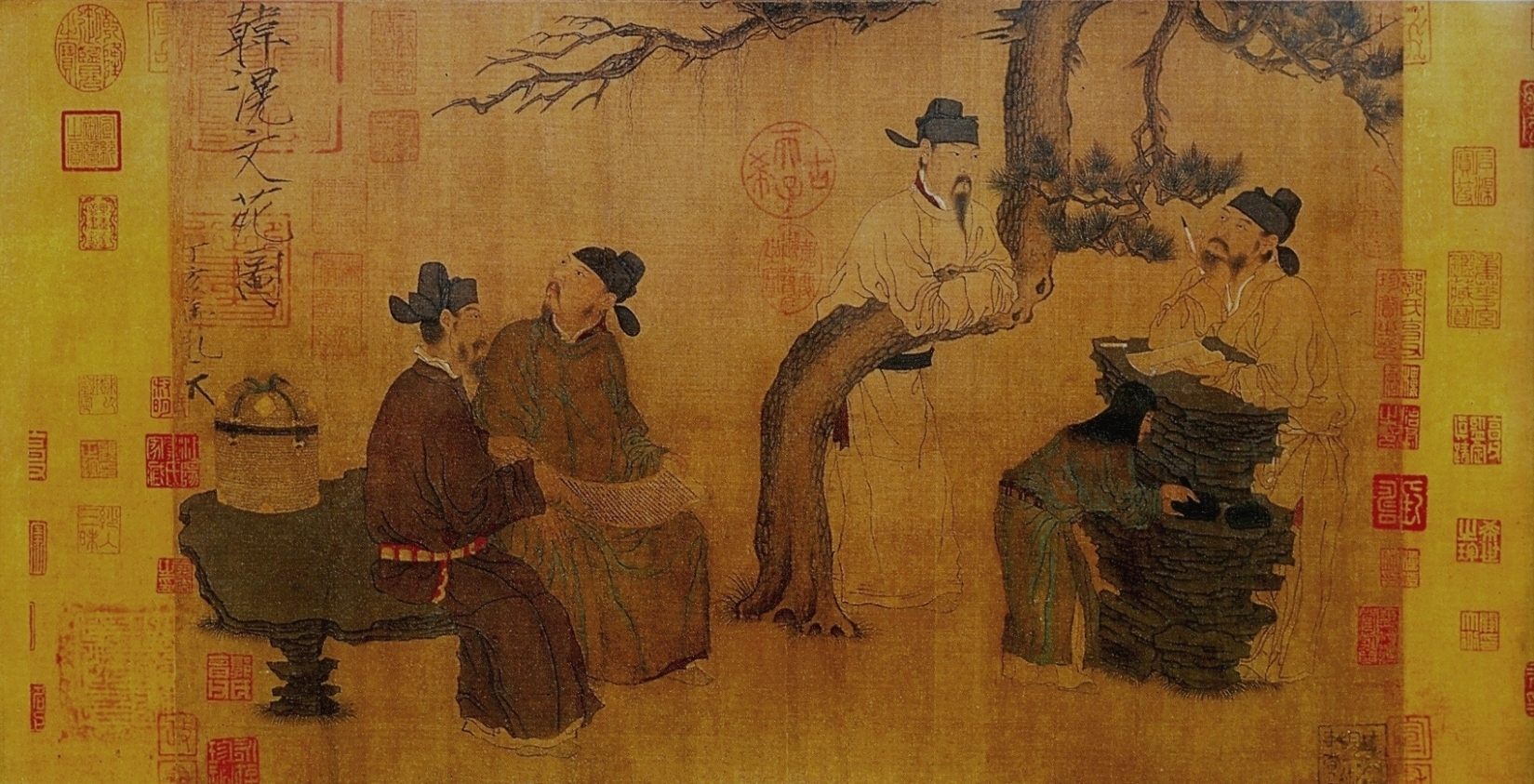
Китайські поети, друзі Ґао Ши

Восени 744 року ця зустріч відбулась. Його друзями стали Лі Бо та Ду Фу. Три невдахи, волею долі зустрівшись разом, вирішують вирушити в мандрівку «землями Лян і Сун», як колись називалися околиці міст Ченьлю і Сунчена. Лі Бо, Ду Фу і Ґао Ши читали один одному вірші, вправлялися у фехтуванні та стрільбі з лука, піднімалися на багатоярусні кам'яні вежі, побудовані багато років тому і як справжні поети подовгу стояли на галереї верхнього ярусу, милуючись далями, які розкинулись навколо, розмірковуючи про час, старовину і про себе, а то й просто довго мовчали — «пізнали звук» справжньої дружби, розуміючи в мовчанні один одного. Аналізуючи життя, яке склалося, їх можна було назвати невдахами. Не отримавши посад, не зайнявши в суспільній ієрархії гідного місця, чому в Танському Китаї надавали великого значення, ці троє були поставлені перед вибором — «змиритися під ударами долі або чинити опір …». В їх світосприйнятті «опір» перетворився на злиття, з потоком, якому вони могли довіриться і сміливо почати рухати разом з ним.
|  | Вони проживали повне життя, наповнювали його як дорогоцінний кубок до країв і спустошували, змінювалися і текли, знаходили джерела для натхнення і черпали в безкрайньому морі ці сили рухатися далі. |

Пізніше Ґао Ши влаштувався на посаду секретаря-діловода у чиновника високого рангу, супроводжував того під час місії в Тибет. Після цього, довго і безуспішно намагався влаштуватися на державну службу. Нарешті, вже у віці 40 років, зайняв військову посаду в західних областях. Під час заколоту Ань Лушаня залишався вірним імператорського дому, за що отримав підвищення і став служити в постійному супроводі імператора.

## Творчість
Вірші почав писати вже у зрілому віці. Головна відмінна риса його поезії — інтенсивна зосередженість, яскрава образність, тяга до незвіданого. В одному з його віршів розповідається про вихід астрального тіла з фізичного під час сну і про його подорож духовними мандрами. Ґао Ши — майстер створення містичного настрою не за рахунок прямого опису, а шляхом вмілого зіставлення художніх образів і поетичних прийомів. В іншому вірші «Проводжаю стременного Чжена, засланого в землі Мінь» поет намагається втішити друга тим, що заслання не буде довгим, і що імператор повинен незабаром пробачити його.

### Теми віршів
Поезія Ґао Ши розповідає про рідну землю, про долю людей і про негаразди їхнього життя. Як інші поети того часу, Ґао Ши замислювався над тим, як страждає народ. Він, славлячи відважні походи імператора, бачив страждання покинутих воїном родин, і смерть годувальників; вже народжувалися сумніви в тому, наскільки виправданні ці жертви. Поет двічі побувавши на кордоні в походах, написав свій знаменитий «Янський наспів». З безпосередніх спостережень над селянським життям народився вірш «Написане в дорозі» — про працю і біди простого народу. Його вражала служба при дворі. У вірші «Повіт Фенцю» Ґао Ши пише, як він тяготиться життям чиновника, кланяючись вищим чинам.
Він знає, що жити треба, обробляючи «південне поле» і «пустивши всі мирські тривоги по волі хвиль на схід». Він мріяв би про спокійне життя на старій горі, як би не наказ государя. У своїй творчості був близький до Тао Юаньміна, наслідуючи його вірш «Додому, до себе!», зображує фігуру селянина, який сповнений гідності, заявляючи про увагу до людської особистості. Вирушаючи в дорогу, Ґао Ши говорить одному з друзів:
|  | «Ти не журися, що в далеку дорогу не їде з тобою друг: Чи є під нашим небом такий, хто б не знав тебе?» |

Тут, у його творчості, переплелися «пейзажна» і «прикордонна» теми, на які поділяють (дуже умовно) китайські історики Танську поезію епохи її розквіту. Більше того, саме мистецтво пейзажу допомогло китайській поезії створити виразні описи боїв і походів, які займали важливе місце в нелегкому житті народу.
Зокрема, про жорстокість війни мова йде у програмовому вірші «Янський наспів». Події, описані у вірші, відбувалися на території сучасної Хакасії. Тисячі полонених були викрадені в рабство в Китай. Через десятки років лише деякі змогли повернутися в рідні місця.